# Ludwig Keil
Ludwig Keil (* 1. August 1896 in Bickenbach/Bergstraße; † 8. Januar 1952 in Darmstadt) war ein kommunistischer Politiker.

## Leben
Der Sohn eines Eisenbahners absolvierte eine Lehre in einem Metallberuf und wurde als Soldat während des Ersten Weltkrieges schwer verwundet. 1917 wurde er Mitglied der SPD und trat 1920 der KPD bei, welche er im Stadtparlament Offenbachs vertrat und deren kommunalpolitische Abteilung in Hessen er zeitweise leitete. Anders als die große Mehrheit der Offenbacher KPD um Heinrich Galm schloss Keil sich 1929 nicht der KPO an, sondern blieb in der KPD, für welche er Ende 1931 in den Landtag des Volksstaates Hessen nachrückte. Ihm gehörte er bis 1933 als Fraktionsvorsitzender an.

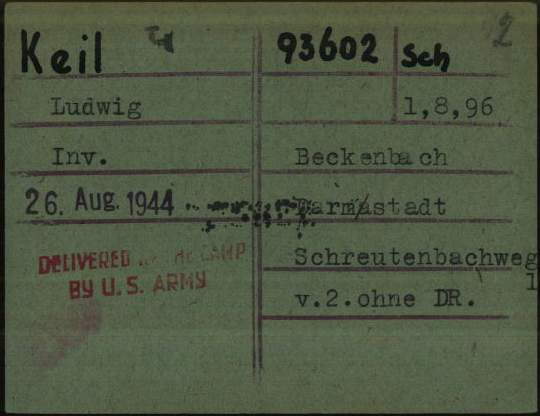
Registrierungskarte von Ludwig Keil als Gefangener im nationalsozialistischen Konzentrationslager Dachau

Nach der Machtübernahme der NSDAP 1933 war Keil mehrfach inhaftiert, darunter im KZ Dachau und im KZ Osthofen.
1945 nach der Befreiung vom Nationalsozialismus fungierte Keil zunächst als Ministerialdirektor im Hessischen Ministerium für Wirtschaft und Verkehr. 1946 wurde er für die KPD Hessen in den Landtag gewählt und war dort bis 1949 stellvertretender Vorsitzender und danach an der Stelle des später in der DDR in einem stalinistischen Schauprozess angeklagten Leo Bauer Vorsitzender der kommunistischen Landtagsfraktion.